# The Sun Always Shines on T.V.
The Sun Always Shines on T.V. is een nummer van de Noorse new waveband a-ha. Het is de derde single van hun debuutalbum Hunting High and Low uit oktober 1985. In december  van dat jaar werd het nummer op single uitgebracht en Nederland en België volgden in januari 1986.

## Achtergrond
Het idee voor het nummer ontstond toen de bandleden van a-ha op een hotelkamer televisie zaten te kijken. Ze keken naar het weerbericht, die vermeldde dat de zon ging schijnen. Toen dachten ze, de zon schijnt altijd op de televisie. Tijdens het opnemen van het nummer hebben zowel zanger Morten Harket als keyboardspeler Magne Furuholmen een zware griep te pakken. Met hoge koorts en liggend op provisorisch opgestelde campingbedjes spelen ze het nummer toch in.
Net als voorganger Take on Me, werd The Sun Always Shines on T.V. ook een wereldhit. In hun thuisland Noorwegen werd de 2e positie behaald, in het Verenigd Koninkrijk werd de nummer 1-positie bereikt in de UK Singles Chart, evenals in Ierland. In de Verenigde Staten bereikte de plaat de 20e positie in de Billboard Hot 100, in Australië de 19e positie en in Nieuw-Zeeland de 19e.
In Nederland werd de plaat veel gedraaid op Radio 3 en werd zodoende een radiohit in de destijds twee hitlijsten op de nationale publieke popzender. De plaat bereikte de 5e positie in de Nederlandse Top 40 en de 4e positie in de Nationale Hitparade. In de Europese hitlijst op Radio 3, de TROS Europarade, werd de nummer 1-positie bereikt.
In België bereikte de plaat de 5e positie in de Vlaamse Ultratop 50 en de 8e positie in de Vlaamse Radio 2 Top 30.
De Duitse rave-act Interactive en Belgische dance-act Milk Inc. brachten in 1996 en 2003 covers van het nummer uit.

## NPO Radio 2 Top 2000
| Nummer met noteringen in de NPO Radio 2 Top 2000 | '00 | '01 | '02 | '03 | '04  | '05  | '06  | '07  | '08  | '09  | '10  | '11  | '12  | '13 | '14  | '15  | '16  | '17  |
| ------------------------------------------------ | --- | --- | --- | --- | ---- | ---- | ---- | ---- | ---- | ---- | ---- | ---- | ---- | --- | ---- | ---- | ---- | ---- |
| The Sun Always Shines on T.V.                    | 870 | 494 | 357 | 909 | 1273 | 1190 | 1627 | 1272 | 1159 | 1716 | 1635 | 1710 | 1713 | -   | 1827 | 1719 | 1692 | 1775 |

1. ↑  Een '-' betekent dat het nummer niet was genoteerd en een vetgedrukt getal geeft de hoogste notering aan.
2. ↑  2000 was het eerste jaar met een notering voor dit nummer.
3. ↑  Deze tabel is bijgewerkt tot en met de laatste editie (2024).